# YJ-18 (ミサイル)
YJ-18（中国語：鹰击-18、ピンイン：yingji-18、NATOコードネーム：CH-SS-NX-13）は、中国の対艦・対地巡航ミサイルである。 

## 説明
アメリカ国防総省は、YJ-18がロシアの3M-54 クラブに似ており、亜音速の巡航モードと超音速の終末誘導を持っていると考えている。このミサイルの射程は約540kmで、約906,000km2の脅威範囲を与える可能性があるとしている。西側のアナリストの中には、YJ-18は3M-54Eのコピーであり、マッハ0.8で約180kmの航続距離と、マッハ2.5から3.0で約40kmのスプリント距離を持つと考える者もいる。
他の情報源によると、YJ-18の射程は600km以上に達し、弾体を交換することで射程2,500kmの対地用巡航ミサイルになるとの主張や、潜水艦発射型のタイプは約500kmの航続距離を持ち、マッハ2の終端速度でロシアのクラブよりも低い終端高度で飛行するという主張もある。 
ミサイルはVLSから発射可能で、おそらく潜水艦の魚雷発射管から発射が可能。中国のメディアによると、このミサイルは北斗衛星導航系統のデータを使用した慣性誘導システムを搭載しており、300kg（660ポンド）の榴弾または近距離で電子機器を破壊するための対レーダー弾頭を搭載しているという。 
また、今まで中国人民解放軍海軍で主に用いられていたYJ-8潜水艦発射型対艦ミサイルが射程50km、潜水艦の魚雷発射管から前方60度の目標に対してしか攻撃出来無いのに比べ、YJ-18は360度全周囲の目標に対して攻撃が可能であり、攻撃可能面積はYJ-8の600倍と言う広大な面積をカバーする事が可能となっている。
YJ-18は、昆明級駆逐艦と055型駆逐艦に搭載されている。YJ-18は既にVLSセルを装備した093型原子力潜水艦に搭載される可能性があり、元型AIP潜水艦および宋型ディーゼル電気潜水艦に搭載される航続距離約37kmのYJ-82の後継となり、095型原子力潜水艦に搭載される可能性が高く、その他、キロ級潜水艦に搭載可能かもしれない。陸上版は、亜音速で航続距離400kmのYJ-62と沿岸砲を置き換えることが可能である。

## 派生型
YJ-18
艦船から発射する元の陸上攻撃型
YJ-18A
昆明級駆逐艦と055型駆逐艦に搭載された、垂直発射する艦載の対艦型
YJ-18B
潜水艦発射型
YJ-18C
クラブ-Kミサイルシステムと似た輸送コンテナから発射する陸上攻撃型
移動海岸砲型
12×12 TELで発射する名称不明の陸上型。射程延長用のより大型のブースターを装備する可能性あり。